# Marie de Hanovre
Titre
Duchesse de Gloucester et d'Édimbourg
22 juillet 1816 – 30 novembre 1834
(18 ans, 4 mois et 8 jours)
Marie de Hanovre, duchesse de Gloucester et d'Édimbourg (25 avril 1776 – 30 avril 1857), est le onzième enfant et la quatrième fille du roi George III. Elle épouse le prince William Frederick, 2e duc de Gloucester et Édimbourg, son cousin germain.

## Jeunesse

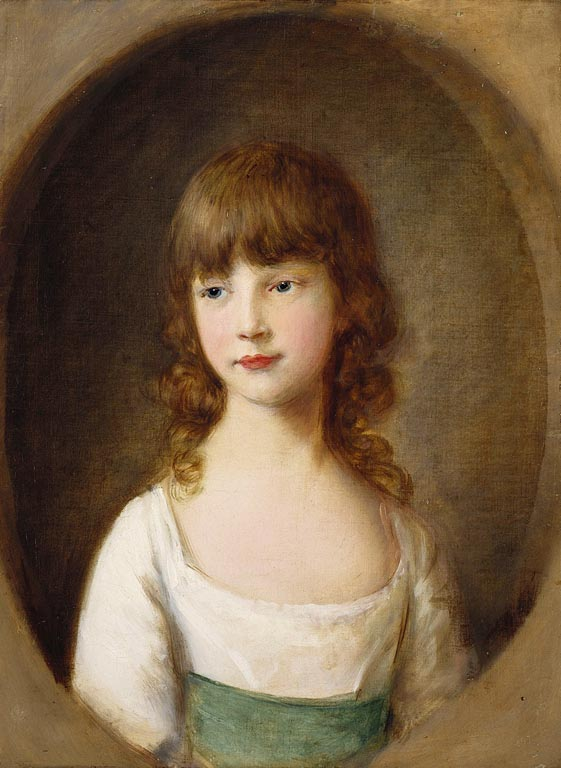
La princesse Marie, 1782, par Thomas Gainsborough.

La princesse Marie nait le 25 avril 1776 au palais de Buckingham, à Londres. C’est la fille du monarque régnant, George III d’Angleterre, et de son épouse la reine Charlotte, qui est la fille de Charles, le duc régnant de Mecklembourg-Strelitz.
Marie est baptisée le 19 mai 1776, dans la Chambre du Grand Conseil au palais Saint James, par Frederick Cornwallis, l’archevêque de Cantorbéry. Elle a pour parrain et marraines le landgrave Fréderic de Hesse-Cassel (son grand-cousin), la duchesse de Saxe-Gotha-Altenbourg et la princesse Charles de Mecklembourg-Strelitz.
L’enfance de Marie est heureuse, elle passe la plupart de son temps auprès de ses parents et de ses sœurs. Le roi George et la reine Charlotte sont très protecteurs envers leurs enfants, particulièrement envers leurs filles. Marie danse son premier menuet en public à 16 ans, en juin 1791, pendant un bal donné en l’occasion de l’anniversaire du roi. À l’été 1792, elle fait officiellement son entrée à la Cour. C’est de l’avis général la plus belle des filles du roi Georges III. En 1796, Marie tombe amoureuse du prince allemand Frédéric, qui vit en exil à Londres avec sa famille. Frédéric est le fils de Guillaume V d'Orange-Nassau, stathouder des Provinces-Unies, et le frère cadet du futur roi Guillaume Ier des Pays-Bas. Cependant, Marie ne peut l’épouser car George III veut que ses filles aînées se marient d’abord. En 1799, Frédéric meurt d’une infection alors qu’il sert à l’armée, et Marie est autorisée à porter son deuil.

## Mariage
Marie épouse, le 22 juillet 1816, son cousin germain le prince Guillaume Frédéric, duc de Gloucester et d’Édimbourg (qui est le fils du frère de George III, le prince Guillaume Henri) à la chapelle royale du palais Saint James. Le frère de Marie, le prince régent et futur George IV, élève son fiancé du titre d’altesse à celui d’altesse royale, un titre que possède déjà Marie en tant que fille du roi, le jour de leur mariage.
Le couple vit à Bagshot Park, mais à la mort de Guillaume, Marie emménage à White Lodge, à Richmond Park. Ils n’ont pas d’enfant.
La princesse Marie est très proche de son frère aîné et partage l’aversion qu’il éprouve envers son épouse Caroline de Brunswick. Quand celle-ci part pour l’Italie, Marie félicite son frère dans ces termes « [...] bon débarras. Fasse le ciel qu’elle ne puisse pas revenir et que nous ne la revoyions jamais plus »
Des quinze enfants de Georges III, dont treize ont survécu à l’enfance, Marie est celle qui vit le plus longtemps. Décédée à 81 ans, elle survit à tous ses frères et sœurs, et est également la seule d’entre eux à être photographiée. Elle meurt le 30 avril 1857 à Gloucester House, à Londres, et est enterrée à la chapelle Saint-Georges à Windsor.

## Titulature
- 25 avril 1776 — 22 juillet 1816 : Son Altesse royale la princesse Marie du Royaume-Uni
- 22 juillet 1816 — 30 avril 1857 : Son Altesse royale la duchesse de Gloucester et d’Édimbourg

## Sources
1. ↑  http://users.uniserve.com/~canyon/christenings.htm#Christenings
2. ↑  Lane, Henry M. (1911). The Royal Daughters of England. Londres. p. 191.
3. ↑  Charlotte Zeepvat : George III's Children, p. 106